# 冀州 (辽朝)
冀州，辽朝时设置州。
辽圣宗設立冀州刺史，後來升为永安军防御使。《辽史·圣宗纪》：统和四年（986年），宋辽战于飞狐，辽国冀州防御使大鹏翼陷焉。冀州建州、升防御都在统和四年之前。治所不详，辽末冀州已经不存。